# Kilbrittain
Kilbrittain (iriska: Cill Briotáin) är en ort i republiken Irland.   Den ligger i grevskapet County Cork och provinsen Munster, i den södra delen av landet, 250 km sydväst om huvudstaden Dublin. Kilbrittain ligger 24 meter över havet och antalet invånare är 196.
Terrängen runt Kilbrittain är huvudsakligen platt, men västerut är den kuperad. Kilbrittain ligger nere i en dal. Runt Kilbrittain är det ganska glesbefolkat, med 25 invånare per kvadratkilometer. Närmaste större samhälle är Bandon, 8,6 km norr om Kilbrittain. Trakten runt Kilbrittain består i huvudsak av gräsmarker.